# 2018 în artă
← 2015 în artă — 2016 în artă — 2017 în artă ——  2018 în artă  —— 2019 în artă — 2020 în artă — 2021 în artă →
2018 în artă implică o serie de evenimente:

## Premii
- Archibald Prize —
- Hugo Boss Prize —

## Galerie (lucrări din 2018)
- Lucrări reprezentative